# Samuel Roberts (Mathematiker)

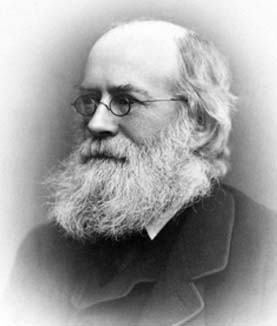
Samuel Roberts

Samuel Roberts (* 15. Dezember 1827 in Horncastle in Lincolnshire; † 18. September 1913 in London) war ein britischer Mathematiker.

## Leben
Roberts studierte ab 1845 Mathematik an der Universität London, wo er 1847 seinen Bachelorabschluss in Mathematik machte und 1849 seinen Master-Abschluss in Mathematik und Physik, als Erster seines Jahrgangs. Danach studierte er Jura und wurde 1853 Anwalt, betrieb aber weiter Mathematik (wie der ebenfalls hauptberuflich als Anwalt tätige Arthur Cayley), zunächst nur nebenbei. Er gab nach einigen Jahren seinen Anwaltsberuf auf, um sich ganz der Mathematik zu widmen, hatte aber nie eine feste Lehrposition. Veröffentlicht hatte er schon seit 1848. In der 1865 gegründeten London Mathematical Society (LMS) war er von Anfang an aktiv. 1866 bis 1892 war er im Rat der LMS, 1872 bis 1880 deren Schatzmeister und 1880 bis 1882 deren Präsident. 1896 erhielt er die De-Morgan-Medaille der LMS. 1878 wurde er Fellow der Royal Society. Roberts veröffentlichte in vielen Gebieten der Mathematik, unter anderem Geometrie, Interpolationstheorie, Zahlentheorie (diophantische Gleichungen).